# هارجيندر سينغ
هارجيندر سينغ (بالإنجليزية: Harjinder Singh)‏ هو لاعب كرة قدم هندي في مركز الدفاع، ولد في 16 مارس 1970 في بكوارة في الهند. شارك مع منتخب الهند لكرة القدم. أما مع النوادي، فقد لعب مع نادي جاجاتجيت للقطن والمنسوجات ‏.